# Mesostemma
Mesostemma es un género de plantas con flores de la familia de las cariofiláceas. Comprende 8 especies descritas y   de estas, solo 4 aceptadas.

## Taxonomía
El género fue descrito por Alekséi Vvedenski y publicado en Botaniceskie materialy Gerbarija Botaniceskogo instituta Uzbekistanskogo filiala Akademii nauk SSSR 3: 4. 1941[1941].  La especie tipo es: Mesostemma karatavica (Schischk.) Vved.

## Especies aceptadas
A continuación se brinda un listado de las especies del género Mesostemma aceptadas hasta octubre de 2013, ordenadas alfabéticamente. Para cada una se indica el nombre binomial seguido del autor, abreviado según las convenciones y usos.
- Mesostemma alexeenkoana (Schischk.) Ikonn.
- Mesostemma karatavica (Schischk.) Vved.
- Mesostemma kotschyana (Fenzl ex Boiss.) Vved.
- Mesostemma schugnanica (Schischk.) Ikonn.